# سسک دارتفورد

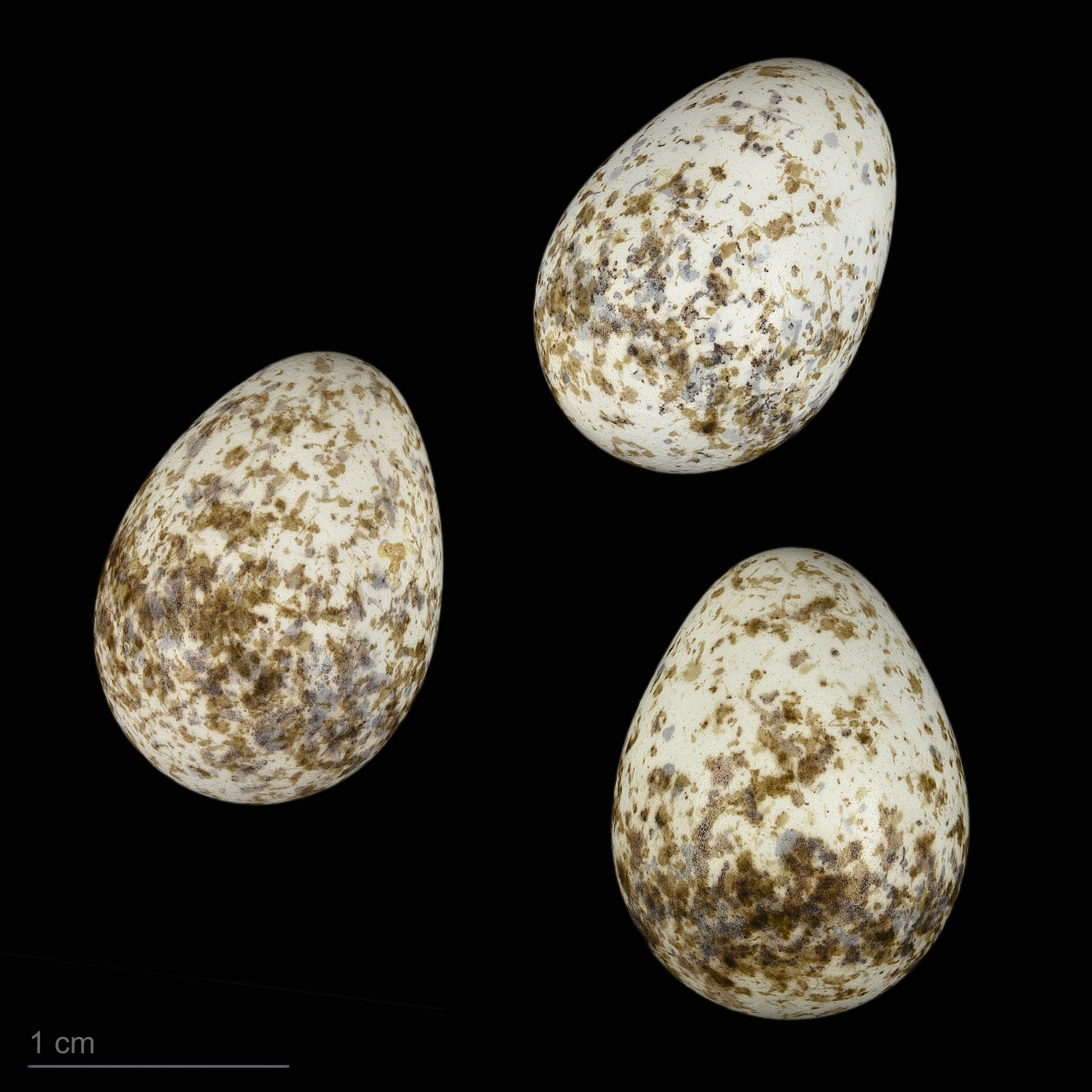
Curruca undata toni

سسک دارفورد (نام علمی: Sylvia undata) نام یک گونه از سرده سسک‌های نمادین است.